# Kulturelle Hegemonie
Kulturelle Hegemonie bezeichnet nach dem marxistischen Intellektuellen Antonio Gramsci die Produktion zustimmungsfähiger Ideen.

## Herrschaftsbegriff
In der bürgerlichen Gesellschaft werde Herrschaft nicht allein durch bloßen Zwang erzeugt, sondern die Menschen würden überzeugt, dass sie in der „besten aller möglichen Welten“ lebten: Die stabilen Formen kapitalistischer Herrschaftssysteme würden durch Konsens, durch „Hegemonie“ in der Zivilgesellschaft (societas civilis) vermittelt sowie durch deren Hegemonieapparate in der Arbeitswelt oder in Institutionen der Erziehungs-, Integrations- und Bildungssysteme, wie etwa in Schulen, Kirchen, Wohlfahrtsverbänden oder Massenmedien.
Hegemonie heißt für Gramsci, „dass die herrschende Gruppe sich auf konkrete Weise mit den allgemeinen Interessen der untergeordneten Gruppen abstimmen wird und das Staatsleben als ein andauerndes Formieren und Überwinden von instabilen Gleichgewichten zu fassen ist [...], von Gleichgewichten, in denen die Interessen der herrschenden Gruppen überwiegen, aber nur bis zu einem gewissen Punkt, d. h. nicht bis zu einem engen ökonomisch-korporativen Interesse“.
Gramsci formulierte sein Konzept von Hegemonie zunächst anhand von Entwicklungen in der italienischen Geschichte, insbesondere des Risorgimento. Demnach hätte das Risorgimento einen revolutionären Charakter annehmen können, wenn es ihm gelungen wäre, die Unterstützung der breiten Massen (insbesondere der Bauern, die damals die Mehrheit der Bevölkerung bildeten) zu gewinnen. Die Grenzen der bürgerlichen Revolution lagen darin, dass sie nicht von einer radikalen Partei angeführt wurde; dies im Unterschied zu Frankreich, wo die Landbevölkerung, die die Revolution unterstützte, entscheidend war für die Niederlage der aristokratischen Kräfte.
Die fortschrittlichste italienische Partei war damals die Partito Sardo d’Azione. Diese hatte jedoch nicht die Fähigkeit, die fortschrittlichen bürgerlichen Kräfte mit den Bauern zu verbünden und repräsentierte so nicht die führende Kraft, denn diese Position nahmen die moderaten Kräfte ein. Dadurch war es den Cavouranern möglich, sich an die Spitze der bürgerlichen Revolution zu setzen und die radikalen Kräfte zu absorbieren. Dies gelang, weil die moderaten Cavouraner eine organische Beziehung zu ihren Intellektuellen hatten, die – wie auch die Politiker – Landbesitzer und Industriemagnaten waren. Der größte Teil der Bevölkerung blieb somit passiv und es kam zum Kompromiss zwischen den Kapitalisten Norditaliens und den Großgrundbesitzern Süditaliens.
„Die Vorherrschaft einer sozialen Gruppe zeigt sich auf zwei Arten, als Beherrschung und als intellektuelle sowie moralische Führung. Eine soziale Gruppe ist dominant, wenn sie die gegnerischen Gruppen unterwirft und die verbündeten Gruppen anführt. Eine soziale Gruppe kann, ja muss sogar vor der Machtübernahme die Führung übernommen haben; wenn sie dann an der Macht ist […] wird sie dominant, aber sie muss weiterhin führend bleiben.“
Aus der Sicht von Gramsci muss jede Gruppe, die nach der Herrschaft in einer modernen Gesellschaft strebt, bereit sein, Abstriche bei ihren ökonomischen und gesellschaftlichen Interessen zu machen, mit einer Vielzahl von politischen Kräften den Kompromiss zu suchen und mit diesen Allianzen zu bilden. Gramsci bezeichnet diese Allianzen als „Historischen Block“, ein Terminus, der von Georges Sorel geprägt worden ist. Dieser Block bildet die Basis für eine gesellschaftliche Ordnung, durch welche die Hegemonie der dominanten Klasse mit Hilfe einer Verknüpfung von Institutionen, sozialen Beziehungen und Ideen gebildet und sichergestellt wird. In Italien wurde dieser „Historische Block“ von den Industriellen, den Landbesitzern, der Mittelklasse und Teilen des Kleinbürgertums gebildet.
Gramsci bemerkte, dass im Westen die kulturellen Werte der Bourgeoisie mit dem Christentum verknüpft sind. Deshalb richtet sich ein Teil seiner Kritik an der vorherrschenden Kultur auch gegen religiöse Normen und Werte. Er war beeindruckt von der Macht, die die Katholische Kirche über die Gläubigen hat, und er sah, mit welcher Sorgfalt die Kirche verhinderte, dass die Religion der Intellektuellen sich zu stark von der Religion der Ungebildeten entfernen konnte. Gramsci glaubte, dass es die Aufgabe des Marxismus sei, die in der Renaissance durch den Humanismus geübte Kritik an der Religion mit den wichtigsten Elementen der Reformation zu vereinen. Nach Gramsci kann der Marxismus erst dann die Religion ablösen, wenn er die spirituellen Bedürfnisse der Menschen befriedigen kann, und damit dies der Fall ist, müssen sie ihn als einen Ausdruck ihrer eigenen Erfahrungen wahrnehmen.
Für Gramsci waren die Erfahrungen der russischen Revolution nur begrenzt auf Westeuropa übertragbar: Sollte es zu einer grundlegenden Veränderung der gesellschaftlichen Verhältnisse in den Industrieländern kommen, so werde diese eher den Charakter eines „Stellungskrieges“ als den eines „Bewegungskrieges“ um die vorherrschenden Ideen haben: Es komme nicht nur auf das ökonomische Kräfteverhältnis an, sondern auch auf das in der Politik und in den Massenmedien. Hier erforschte Gramsci besonders die Geschichte und Theorie der Intellektuellen mit einem sehr weit gefassten Intellektuellenbegriff: Jeder sei ein Intellektueller, weil jeder die Fähigkeit zu denken habe; aber nicht jeder habe die Funktion eines Intellektuellen. Gramsci spricht hier von „organischen Intellektuellen“ (die ihre Erkenntnisse in den Hegemonieapparaten dominierend verbreiten können und dürfen).
Im Laufe seiner Rezeptionsgeschichte hat der Hegemoniebegriff Eingang in viele Felder der Sozialwissenschaften gefunden:
Gramscis Konzept der kulturellen Hegemonie wird beispielsweise zunehmend auch in der feministischen Diskussion aufgegriffen, um damit die Funktionsweisen geschlechtsspezifischer Unterordnungsverhältnisse zu erklären.
So würden sich die komplexen Strukturen, die durch geschlechtsspezifische Herrschaftsverhältnisse aufrechterhalten werden, mit Gramscis Vorstellung von Herrschaft durch Konsens, d. h. durch die Verinnerlichung der Herrschaftsverhältnisse, weitaus glaubwürdiger erklären lassen als mit der Theorie von Gewalt und Zwang als Ursache dieser kulturellen Hegemonie. Daher wird hier auch von hegemonialen Geschlechterverhältnissen gesprochen.
Gramscis Hegemoniekonzept wurde vor allem durch Ernesto Laclau und Chantal Mouffe in die postmarxistische Diskussion eingebracht. Besonders seiner Kritik an dem in der marxistischen Diskussion seinerzeit vorherrschenden extremen Dualismus zwischen materieller Basis und ideellem Überbau, welchen er mit seiner Betonung der Bedeutung von Ideologie überwinden half, ist dies zu verdanken.
Im Bereich der internationalen Beziehungen hat der spezifisch gramscianisch geprägte Hegemoniebegriff (in Abgrenzung zum gängigen, eher politisch-militärischen) spätestens seit Beginn der 1990er einen festen Platz gefunden. Eine Reformulierung und weitere Ausarbeitung des Hegemoniekonzepts finden wir in Pierre Bourdieus Arbeiten über die „Symbolische Gewalt“.

### Rechtsextreme Rezeption
Die Neue Rechte beruft sich ebenfalls auf Antonio Gramsci. Da für einen angestrebten Umschwung zurzeit keine historischen Gegebenheiten – wie eine Massenbewegung – vorhanden sind, besteht der wichtigste taktische Ansatz der Neuen Rechten in dem Anspruch, „Diskurshoheit“ in gesellschaftlichen Debatten und kulturelle Hegemonie zu erringen. Auch die Identitäre Bewegung beruft sich auf Gramsci.